# Frank Strazzeri
Frank Strazzeri (Rochester (Nueva York), 24 de abril de 1930 – ibidem, 9 de mayo de 2014) fue un pianista de jazz estadounidense.

## Biografía
Strazzeri comienza como saxofón tenor y clarinetista a los 12 años, pero pronto cambió al piano. Asistió a la Eastman School of Music, y trabajó como pianista en un nightclub en Rochester en 1952. Allí acompañó a músicos visitantes como Roy Eldridge y Billie Holiday. Se trasladó a Nueva Orleans en 1954, tocando con Sharkey Bonano y Al Hirt en una Dixieland jazz, pero se centró en el estilo bebop. Tocó junto a Charlie Ventura en 1957–58 y con Woody Herman en 1959 antes de trasladarse a Los Ángeles en 1960. Allí tuvo una larga experiencia como músico de estudio en la escena del West Coast jazz, e hizo giras con Joe Williams, Maynard Ferguson, Les Brown e, incluso con Elvis Presley (1971–74) (fue el pianista del concierto de Aloha from Hawaii de 1973). Trabajó con Terry Gibbs, Herb Ellis, los Lighthouse All-Stars, Art Pepper, Bud Shank, Cal Tjader, Louie Bellson y Chet Baker, además de sus trabajos como líder de grupo.

## Discografía
Como líder
- That's Him and This Is New (Revelation, 1969)
- Taurus (Revelation, 1973)
- View from Within with Don Menza (Creative World, 1973)
- Frames with Don Menza (Glendale, 1975)
- After the Rain with Sam Most and Bobby Shew (Catalyst, 1976)
- Straz (Catalyst, 1977)
- Relaxin'  (Sea Breeze, 1980)
- Kat Dancin'  (Discovery, 1985)
- Make Me Rainbows (Fresh Sound, 1987)
- I Remember You (Fresh Sound, 1989)
- Little Giant (Fresh Sound, 1989)
- The Very Thought of You (Discovery, 1990)
- Wood Winds West (Jazz Mark, 1992)
- Frank's Blues (Night Life, 1992)
- Moon and Sand (Discovery, 1993)
- Somebody Loves Me (Fresh Sound, 1994)
- Nobody Else But Me (Fresh Sound, 1997)
- Funk and Esoteric (Fresh Sound, 2004)

Como colíder
con Curtis Amy
- Groovin' Blue (Pacific Jazz, 1961) with Frank Butler

con Chet Baker
- Let's Get Lost (RCA Novus, 1987)

con Red Mitchell-Harold Land Quintet
- Hear Ye! (Atlantic, 1962)